# Ashanty
Ashanty Siddik Hasnoputro, conocida artísticamente como Ashanty (nacida en Yakarta, el 4 de noviembre de 1984), es una cantante de Indonesia. Se hizo famosa, tras lanzar su primer tema musical titulado "Dulu". La canción de su álbum, la llevó a ubicarse en los primeros puestos de varias estaciones de radio y TV musicales en Indonesia. 
Su primer álbum de Ashanty, bajo el título homónimo fue lanzado en 2009. Además Ashanty es la hermana menor de la actriz, cantante y modelo Liza Natalia, ambas hermanas son de ascendencia árabe y francesa.
Ashanty actualmente está casada con el cantante Anang Hermansyah, quien colaboró a la cantante desde el primer día del lanzamiento de su primer álbum debut a dúo de la canción titulada "Jodohku". Además quien este reemplazara a las cantantes como Krisdayanti y Syahrini, como dúo antes de colaborar a Ashanty.

## Discográfica
- Ashanty (2009)
- Jodohku (2011)
- Aku Memilihmu (singel) feat Anang (2012)
- Kesakitanku (singel) (2012)
- Mengapa Oh Mengapa (2013)

## Filmografía
- Romantini (2013)